# Волоцков (хутор)
Волоцков — хутор в Милютинском районе Ростовской области.
Входит в состав Селивановского сельского поселения.

## Население
| 2010 |
| ---- |
| 215  |

## Улицы
| - ул. Заречная, - ул. Мира, - ул. Придорожная, - ул. Садовая, | - ул. Степная, - пер. Тупиковый, - ул. Центральная. |